# كزافييه
كزافييه (بالإنجليزية: Xavier)‏ هو مصارع محترف أمريكي، ولد في 1977 في كوينز في الولايات المتحدة.

## وصلات خارجية
- كزافييه على موقع CageMatch worker (الإنجليزية)
- كزافييه على موقع عالم المصارعة على الإنترنت (الإنجليزية)
- كزافييه على موقع عالم المصارعة على الإنترنت (الإنجليزية)
- كزافييه على موقع IMDb (الإنجليزية)